# Classique hivernale de la LNH 2022
Match précédent Match suivant
L'édition 2022 sera la treizième édition de la Classique hivernale de la LNH, en anglais : 2022 NHL Winter Classic, une partie annuelle de hockey sur glace disputée à l’extérieur en Amérique du Nord. La partie, initialement prévue le 1er janvier 2021, est reportée en raison des conséquences de la pandémie de Covid-19. L'évènement a lieu au Target Field, le domicile des Twins du Minnesota dans la LMB.
Le match se déroule dans des conditions météorologiques extrêmes, battant le record du match extérieur le plus froid datant de 2003, avec un relevé de −14,6 °C .

## Effectifs
| No | Joueur             | Position       |
| -- | ------------------ | -------------- |
| 6  | Marco Scandella    | Défenseur      |
| 18 | Robert Thomas      | Centre         |
| 20 | Brandon Saad       | Ailier gauche  |
| 21 | Tyler Bozak        | Centre         |
| 22 | Logan Brown        | Centre         |
| 25 | Jordan Kyrou       | Centre         |
| 37 | Klim Kostin        | Centre         |
| 47 | Torey Krug         | Défenseur      |
| 48 | Scott Perunovich   | Défenseur      |
| 49 | Ivan Barbachiov    | Centre         |
| 55 | Colton Parayko     | Défenseur      |
| 57 | David Perron       | Ailier gauche  |
| 70 | Oskar Sundqvist    | Centre         |
| 72 | Justin Faulk       | Défenseur      |
| 77 | Niko Mikkola       | Défenseur      |
| 89 | Pavel Buchnevich   | Ailier gauche  |
| 90 | Ryan O'Reilly      | Centre         |
| 91 | Vladimir Tarasenko | Ailier droit   |
| 35 | Ville Husso        | Gardien de but |
| 50 | Jordan Binnington  | Gardien de but |

| No | Joueur | Position |
| -- | ------ | -------- |

## Feuille de match
| 1er janvier 2022 | Blues de Saint-Louis | 6-4 (1-1, 5-1, 0-2) | Wild du Minnesota | Target Field 38 619 spectateurs |

| Feuille de match  | Feuille de match | Feuille de match                        | Feuille de match                                                                                             | Feuille de match |
| ----------------- | --- | --------------------------------------- | --- | ---------------- |
|                   | David Perron — 14 min 29 s Jordan Kyrou — 20 min 27 s Vladimir Tarasenko — 28 min 55 s Ivan Barbachiov — 34 min 46 s Jordan Kyrou — 37 min 58 s Torey Krug — 39 min 19 s | 1-0 1-1 2-1 3-1 4-1 5-1 5-2 6-2 6-3 6-4 | Kirill Kaprizov — 14 min 54 s Rem Pitlick — 38 min 38 s Ryan Hartman — 48 min 40 s Kevin Fiala — 54 min 22 s |                  |
| Jordan Binnington | Gardiens | Cam Talbot Kaapo Kahkonen               | |                  |
| 8 min             | Pénalités | 6 min                                   | |                  |
| 32                | Tirs | 33                                      | |                  |